# Nati nel 1909/Novembre
| Questa pagina contiene informazioni ricavate automaticamente dalle voci biografiche con l'ausilio del template Bio e di un bot. L'aggiornamento è periodico e automatico e ricostruisce completamente la pagina. Se manca una persona in questa lista, sei pregato di non aggiungerla, ma accertati piuttosto che la sua voce biografica contenga il template Bio e che i dati anagrafici siano correttamente compilati. Se il template Bio manca, inseriscilo tu stesso o, in alternativa, metti l'avviso {{tmp\|Bio}} che ne segnala la mancanza. Se i dati riportati sono sbagliati, correggi direttamente la voce biografica; le modifiche saranno visibili in questa lista entro pochi giorni. Per chiarimenti vedi il progetto biografie. La lista contiene solo le 142 persone che sono citate nell'enciclopedia e per le quali è stato implementato correttamente il template Bio. Pagina aggiornata al 10 giu 2025. |

- 1º novembre - Giorgio Carpi, dirigente sportivo, allenatore di calcio e calciatore italiano († 1998)
- 1º novembre - Otto Kumm, generale tedesco († 2004)
- 2 novembre - Nicola Foschini, avvocato e politico italiano († 1999)
- 2 novembre - Pál Kárpáti, calciatore ungherese († 1984)
- 2 novembre - Luigi Armando Olivero, poeta e giornalista italiano († 1996)
- 2 novembre - Salvatore Oppes, cavaliere italiano († 1987)
- 2 novembre - Alessandro Ronconi, latinista, filologo classico e traduttore italiano († 1982)
- 2 novembre - Vito Sangirardi, architetto italiano († 1999)
- 3 novembre - Ferenc Hepp, arbitro di pallacanestro e dirigente sportivo ungherese († 1980)
- 3 novembre - Maiola Kalili, nuotatore statunitense († 1972)
- 3 novembre - James Reston, giornalista statunitense († 1995)
- 3 novembre - Theodor Tolsdorff, generale tedesco († 1978)
- 4 novembre - Ciro Alegría, scrittore e giornalista peruviano († 1967)
- 4 novembre - Betty Arlen, attrice e ballerina statunitense († 1966)
- 4 novembre - Amalio Balzarini, calciatore italiano
- 4 novembre - Dixie Lee, attrice statunitense († 1952)
- 4 novembre - Bert Patenaude, calciatore statunitense († 1974)
- 4 novembre - Angelo Pilati, calciatore italiano († 1930)
- 5 novembre - Palle Brunius, attore svedese († 1976)
- 5 novembre - Ivo Lapenna, esperantista e giurista jugoslavo († 1987)
- 5 novembre - Angelo Moratti, imprenditore e dirigente sportivo italiano († 1981)
- 5 novembre - Frank Moss, calciatore e allenatore di calcio inglese († 1970)
- 5 novembre - Milena Pavlović-Barili, pittrice e illustratrice serba († 1945)
- 6 novembre - Marjorie Clark, altista, ostacolista e velocista sudafricana († 1993)
- 6 novembre - Giuseppe Graglia, ciclista su strada italiano († 1996)
- 6 novembre - Erich Lachmann, militare tedesco († 1972)
- 6 novembre - Augie Vander Meulen, cestista statunitense († 1993)
- 7 novembre - Raymond François, calciatore francese († 1984)
- 7 novembre - Norman Krasna, sceneggiatore e regista statunitense († 1984)
- 7 novembre - Joseph Nuttin, psicologo belga († 1988)
- 7 novembre - Ken Uehara, attore giapponese († 1991)
- 7 novembre - Sadao Yamanaka, regista e sceneggiatore giapponese († 1938)
- 8 novembre - Marie-Madeleine Fourcade, partigiana e politica francese († 1989)
- 8 novembre - George Wells, sceneggiatore e produttore cinematografico statunitense († 2000)
- 9 novembre - Romano Bilenchi, scrittore e giornalista italiano († 1989)
- 9 novembre - André Clot, storico e scrittore francese († 2002)
- 9 novembre - Robert Douglas, attore e regista britannico († 1999)
- 9 novembre - Luigi Faggioni, ammiraglio italiano († 1991)
- 9 novembre - Pio Gramigna, calciatore e allenatore di calcio italiano
- 9 novembre - Arturo Maffei, lunghista e calciatore italiano († 2006)
- 9 novembre - Leni Oslob, schermitrice tedesca († 1949)
- 9 novembre - Massimo Pallottino, archeologo italiano († 1995)
- 9 novembre - Egidio Scansetti, calciatore italiano († 2004)
- 9 novembre - Kay Thompson, scrittrice, cantautrice e ballerina statunitense († 1998)
- 10 novembre - Robert Arthur, scrittore statunitense († 1969)
- 10 novembre - Oscar Baronti, ciclista su strada italiano († 1971)
- 10 novembre - Edwin Walker, generale statunitense († 1993)
- 11 novembre - Giovanni Maria Angioy, politico italiano († 2000)
- 11 novembre - Robert Ryan, attore statunitense († 1973)
- 11 novembre - Giambattista Salinari, partigiano e storico della letteratura italiano († 1973)
- 11 novembre - Piero Scotti, pilota automobilistico italiano († 1976)
- 11 novembre - Ottavio Ziino, direttore d'orchestra e compositore italiano († 1995)
- 12 novembre - Manuel Agüero, schermidore argentino
- 12 novembre - Giovanni Giva Magnetti, calciatore italiano
- 12 novembre - Július Nemčík, pittore slovacco († 1986)
- 13 novembre - Gunnar Björnstrand, attore svedese († 1986)
- 13 novembre - Bruno Colombo, calciatore italiano
- 13 novembre - Roberto Lucifredi, politico e giurista italiano († 1981)
- 13 novembre - Nikolajs Voskoboiņikovs, calciatore lettone († 1941)
- 14 novembre - Armando Giuffredi, scultore e medaglista italiano († 1986)
- 14 novembre - Hans-Ullrich Sandig, astronomo tedesco († 1979)
- 15 novembre - Fulvio Bracco, imprenditore e chimico italiano († 2007)
- 15 novembre - Lauritz Falk, attore e regista svedese († 1990)
- 15 novembre - Eugenio Henke, ammiraglio italiano († 1990)
- 15 novembre - Timothy Manning, cardinale e arcivescovo cattolico irlandese († 1989)
- 15 novembre - Pekka Niemi, fondista finlandese († 1993)
- 15 novembre - Maria de los Dolores di Borbone-Due Sicilie, principessa spagnola († 1996)
- 16 novembre - Angelo Azzimonti, calciatore e allenatore di calcio italiano († 1985)
- 16 novembre - Ferdinand Denzler, pallanuotista svizzero († 1991)
- 16 novembre - Michio Mado, poeta giapponese († 2014)
- 16 novembre - Piero Pampaloni, calciatore italiano († 1983)
- 16 novembre - Maurizio Valenzi, politico italiano († 2009)
- 17 novembre - Demostene Bertini, calciatore brasiliano
- 17 novembre - Cesare Franchini, calciatore italiano († 1985)
- 18 novembre - Karl Behrens, ingegnere tedesco († 1943)
- 18 novembre - Emilio Cigoli, attore, doppiatore e direttore del doppiaggio italiano († 1980)
- 18 novembre - Salvatore Corrias, militare e partigiano italiano († 1945)
- 18 novembre - Johnny Mercer, paroliere, compositore e cantante statunitense († 1976)
- 18 novembre - Frank Shields, tennista e attore statunitense († 1975)
- 19 novembre - Peter Drucker, economista e saggista austriaco († 2005)
- 19 novembre - Erik Persson, calciatore svedese († 1989)
- 19 novembre - Rüdiger Pipkorn, militare tedesco († 1945)
- 19 novembre - Giuseppe Rizza, calciatore italiano
- 20 novembre - Vicente Feola, calciatore e allenatore di calcio brasiliano († 1975)
- 20 novembre - Piero Gherardi, architetto, scenografo e costumista italiano († 1971)
- 20 novembre - Georg Løkkeberg, attore e regista teatrale norvegese († 1986)
- 20 novembre - Aldo Moretti, presbitero e partigiano italiano († 2002)
- 20 novembre - Adolfo Orrù, incisore, pittore e scultore italiano († 1995)
- 21 novembre - Pier Lorenzo De Vita, fumettista italiano († 1990)
- 21 novembre - Gian Alberto Dell'Acqua, critico d'arte e storico dell'arte italiano († 2004)
- 21 novembre - Mario Franzil, politico italiano († 1973)
- 21 novembre - Charles Frend, regista e montatore britannico († 1977)
- 21 novembre - Hermann Paul Müller, pilota motociclistico tedesco († 1975)
- 21 novembre - Octacílio, calciatore brasiliano († 1967)
- 21 novembre - Dria Paola, attrice italiana († 1993)
- 21 novembre - Imre Serényi, calciatore ungherese († 1956)
- 22 novembre - Jurij Naumovič Lipskij, astronomo sovietico († 1978)
- 22 novembre - Michail Leont'evič Mil', ingegnere aeronautico sovietico († 1970)
- 22 novembre - Norman Squire, giocatore di snooker australiano († 1974)
- 22 novembre - Nikolaj Trusevič, calciatore sovietico († 1943)
- 23 novembre - Leonida Barboni, direttore della fotografia italiano († 1970)
- 23 novembre - Giuseppe Baylon, militare e aviatore italiano († 2005)
- 23 novembre - Jean Jadot, arcivescovo cattolico belga († 2009)
- 23 novembre - Werner Kloos, storico dell'arte e scrittore tedesco († 1990)
- 23 novembre - René Schick Gutiérrez, politico nicaraguense († 1966)
- 23 novembre - Paul Tobin, cestista statunitense († 2003)
- 24 novembre - Otto Adam, schermidore tedesco († 1977)
- 24 novembre - Gerhard Gentzen, matematico e logico tedesco († 1945)
- 24 novembre - Cyprián Majerník, pittore slovacco († 1945)
- 24 novembre - Ernesto Zambianchi, allenatore di calcio e calciatore italiano († 1984)
- 25 novembre - Marianne Breslauer, fotografa tedesca († 2001)
- 25 novembre - Leopoldo Cepparello, compositore italiano († 1990)
- 25 novembre - Mona Goya, attrice e regista messicana († 1961)
- 26 novembre - Fritz Buchloh, allenatore di calcio e calciatore tedesco († 1998)
- 26 novembre - Frances Dee, attrice statunitense († 2004)
- 26 novembre - Eugène Ionesco, drammaturgo e saggista rumeno († 1994)
- 26 novembre - Tibor Lubinszky, attore ungherese († 1956)
- 26 novembre - Italo Piccagli, militare, aviatore e partigiano italiano († 1944)
- 27 novembre - James Agee, scrittore, sceneggiatore e critico cinematografico statunitense († 1955)
- 27 novembre - Paolino Beltrame Quattrocchi, presbitero e partigiano italiano († 2008)
- 27 novembre - Amedeo Rubeo, politico italiano († 1974)
- 27 novembre - Cesare Valinasso, calciatore italiano († 1990)
- 28 novembre - Farid Abou-Shadi, schermidore egiziano
- 28 novembre - Orazio Barbieri, politico e partigiano italiano († 2006)
- 28 novembre - Umberto Franci, artista italiano († 2012)
- 28 novembre - Gualtiero Galmanini, architetto e designer italiano († 1976)
- 28 novembre - David Miller, regista statunitense († 1992)
- 28 novembre - Aleksandar Ranković, politico e antifascista jugoslavo († 1983)
- 28 novembre - Naum Michajlovič Trachtenberg, regista sovietico († 1970)
- 29 novembre - Ferruccio Bellè, arbitro di calcio italiano († 1969)
- 29 novembre - Cvitan Galić, aviatore croato († 1944)
- 29 novembre - Jean Leguay, funzionario francese († 1989)
- 29 novembre - Luís Luz, calciatore brasiliano († 1989)
- 29 novembre - Albert Polge, calciatore francese († 1944)
- 29 novembre - Giordano Bruno Rossoni, militare e aviatore italiano († 1944)
- 29 novembre - Osvaldo Savio, arbitro di calcio italiano († 1978)
- 29 novembre - František Schulz, pallanuotista cecoslovacco († 1944)
- 29 novembre - Stefan Skoumal, calciatore austriaco († 1983)
- 29 novembre - Kinuyo Tanaka, attrice e regista giapponese († 1977)
- 29 novembre - Đorđe Vujadinović, calciatore e allenatore di calcio jugoslavo († 1990)
- 30 novembre - Robert Nighthawk, cantante e musicista statunitense († 1967)
- 30 novembre - Leon Nikolaevič Saakov, regista sovietico († 1988)